# 18282 Ilos
18282 Ilos este o planetă minoră (asteroid), cu un diametru de 15,422 km, din Asteroid troian al lui Jupiter. A fost descoperită pe 16 octombrie 1977 la Observatorul Palomar de Cornelis Johannes van Houten și a fost numită după Ilus⁠(d). 
Obiectul prezintă o orbită caracterizată de o semiaxă mare de 5,2301662 UAi, o excentricitate de 0,078, o înclinație de 8,70389 ° în raport cu ecliptica.